# Scheltopusik
De scheltopusik, ook wel pantserhazelworm of Europese glasslang (Pseudopus apodus) is een hagedis uit de familie hazelwormen (Anguidae).
De hagedis heeft een langwerpig lichaam zonder zichtbare pootjes. De lichaamskleur is licht- tot donkerbruin, de onderzijde is lichter gekleurd. Het lichaam is relatief dik en erg gespierd, de schubbenhuid is voorzien van kleine beenplaatjes.
De scheltopusik is de langste pootloze hagedis ter wereld en lijkt uiterlijk sterk op een slang waardoor het dier hier vaak mee wordt verward. De soort is echter makkelijk te onderscheiden door de beweeglijke oogleden en de huidplooi aan de onderzijde van de flanken. Dergelijke kenmerken komen bij slangen namelijk nooit voor.
De scheltopusik komt voor in delen van oostelijk en zuidelijk Europa, Centraal Azië en het Arabisch Schiereiland. Het is een bewoner van relatief droge gebieden met enige vegetatie. De hagedis leeft van kleine dieren zoals insecten en slakken.

## Verspreiding en habitat

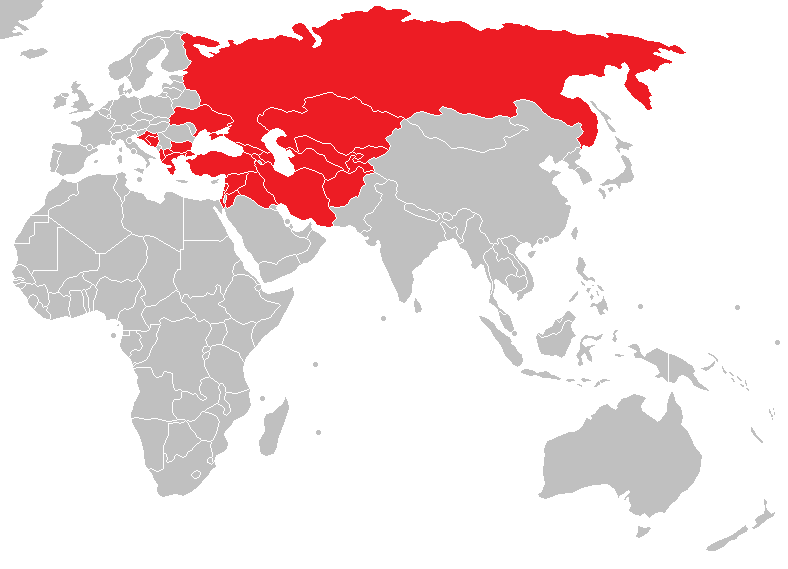
Verspreidingsgebied in het rood. Alleen de landen waar de hagedis voorkomt zijn ingekleurd, niet het exacte verspreidingsgebied.

Het verspreidingsgebied beslaat delen van oostelijk en zuidelijk Europa, Centraal Azië en het Arabisch Schiereiland. De hagedis komt voor in de landen Afghanistan, Albanië, Armenië, Azerbeidzjan, Bulgarije, Israël, Jordanië, Kazachstan, Kirgizië, Kroatië, Georgië, Griekenland, Herzegovina, Irak, Iran, Libanon, Montenegro, Noord-Macedonië, Oekraïne, Oezbekistan, Rusland, Syrië, Tadzjikistan, Turkmenistan en Turkije. In het verleden is de soort ook aangetroffen in het Weense Woud in Oostenrijk maar deze dieren werden door de mens uitgezet.
De scheltopusik is aangetroffen van zeeniveau tot op een hoogte van ongeveer 2300 meter boven zeeniveau. De habitat bestaat uit drogere streken zoals droge maar begroeide omgevingen zoals stenige hellingen van heuvels en graslanden. Ook in de omgeving van door de mens aangepaste streken zoals parken zijn een geschikte leefomgeving. De hagedis komt ook voor in karstgebergten. De hagedis vermijdt koude berggebieden omdat de eieren er relatief lang over doen om uit te komen. De gemiddelde temperatuur is in hoger gelegen streken te laag voor een dergelijk lange embryonale ontwikkeling.Jonge exemplaren leven in dichter begroeide omgevingen en verschuilen zich meer.
De scheltopusik neemt vaak een zonnebad op hellingen met muurtjes, in de struiken of op rotspartijen. 's Nachts wordt onder stenen geschuild.
Door de internationale natuurbeschermingsorganisatie IUCN is de beschermingsstatus 'veilig' toegewezen (Least Concern of LC).
Begin augustus 2021 werd nabij Maasland, in Zuid-Holland, een gewonde scheltopusik gevonden, het slachtoffer van een aanrijding, die kort daarna overleed. Hoe het dier ter plekke geraakte is onbekend.

## Uiterlijke kenmerken

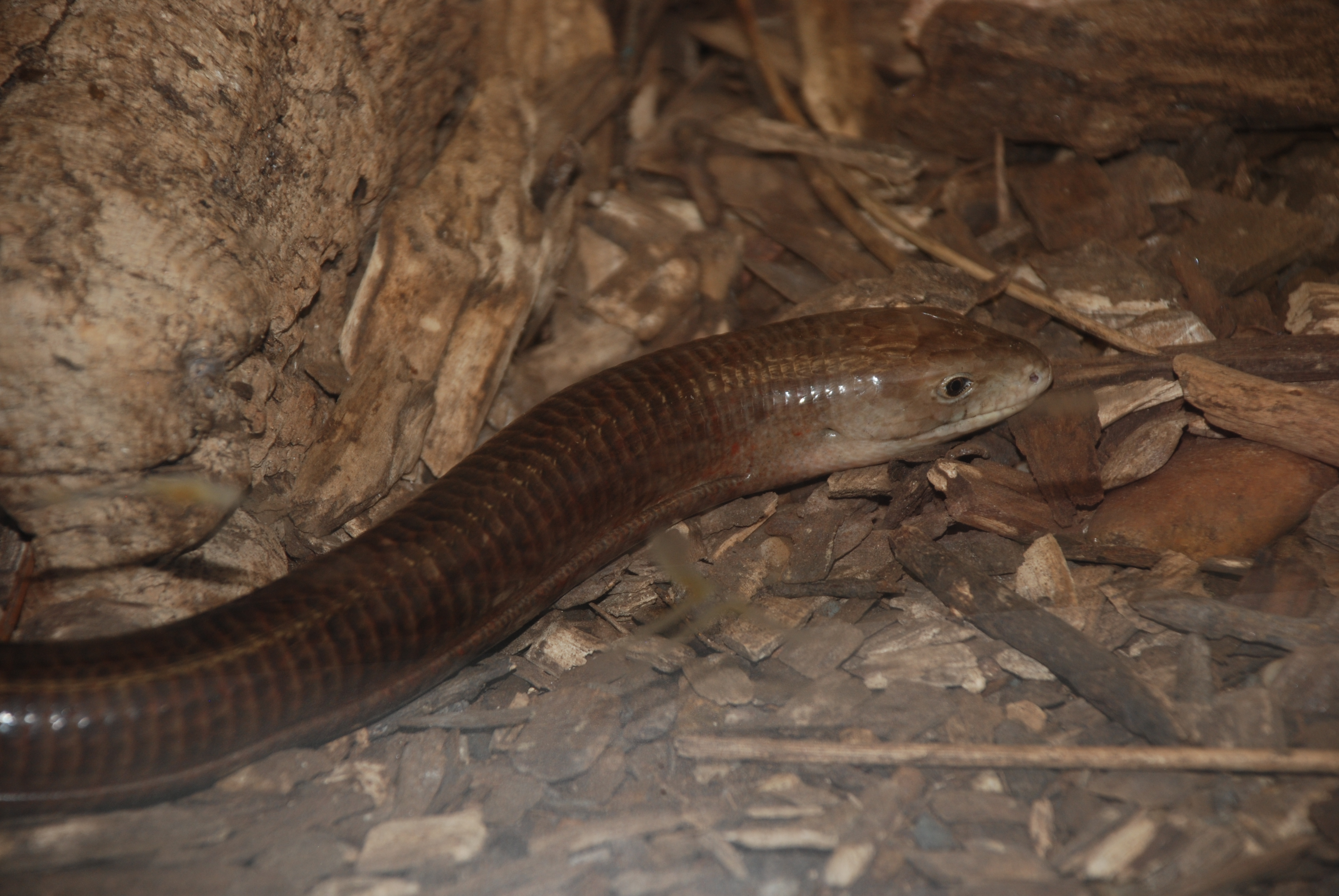
Kop van een exemplaar uit de Washington Zoo met duidelijk zichtbare neusgaten, ogen en ooropeningen.

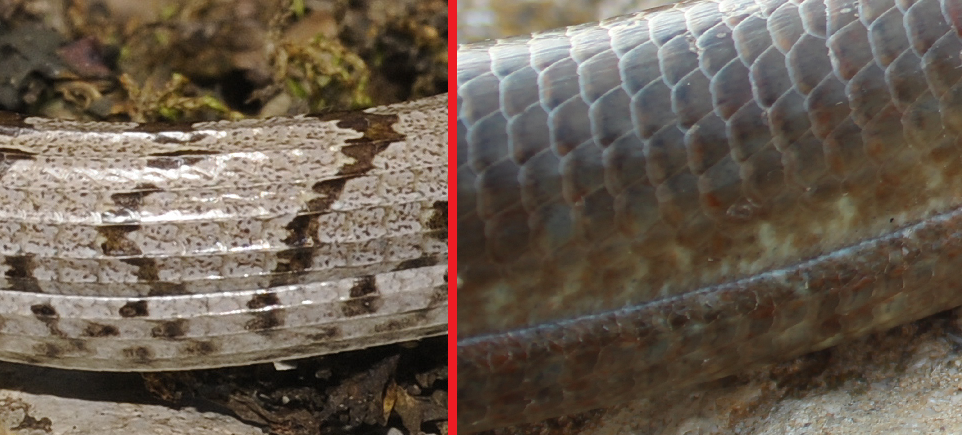
De schubben van jonge dieren (links) zijn veel sterker gekield dan die van oudere exemplaren (rechts).

De lichaamskleur is variabel en verschilt van bruin tot grijsachtig. De lengte kan tot meer dan een meter bedragen, de hagedis heeft een slangachtig voorkomen door het ontbreken van poten.

### Kop
De kop is breed aan de achterzijde en duidelijk te onderscheiden van het lichaam, de kop is meestal lichter gekleurd dan de rest van het lijf. De gehooropeningen zijn in een huidplooi gelegen, ze zijn relatief klein maar duidelijk te zien. De snuit is breed, de snuitpunt is vrij spits. De ogen zijn goed ontwikkeld en zijn relatief groot, de oogleden zijn beweeglijk. De oogleden zijn niet voorzien van een doorzichtig venster zoals bij veel skinken het geval is. De tanden zijn breed en stomp, dit is waarschijnlijk een aanpassing op het kraken van slakkenhuizen.

### Lichaam
De lichaamslengte inclusief de staart bedraagt meestal ongeveer 30 tot 60 centimeter. De staart is altijd beduidend langer dan het lijf. Bij grotere exemplaren kan de totale lengte oplopen van meer dan een meter tot maximaal 140 centimeter. Hiermee is de scheltopusik van alle hazelwormen veruit de grootste soort. De scheltopusik is ook opvallend dik en heeft een veel grotere omvang dan andere pootloze hagedissen of slangen, in verhouding tot de lengte van het dier. Een volwassen exemplaar kan een lichaamsdoorsnede bereiken die vergelijkbaar is met een menselijke vuist.
De hagedis heeft een massief en gespierd lijf dat duidelijk cilindrisch van vorm is, de huid is zeer hard wat wordt veroorzaakt door onder de schubben gelegen beenplaatjes of osteodermen. Deze zorgen voor een sterke bepantsering wat echter ook de stijfheid vergroot zodat de huid nauwelijks uit kan zetten. Aan de onderzijde van de flanken is een huidplooi gelegen die flexibele schubben bevat zodat het lichaamsvolume vergroot kan worden. Dit vergemakkelijkt de ademhaling, het eten van grotere prooien en bij de vrouwtjes maakt deze plooi de zwangerschap mogelijk.
De basiskleur is lichtgroen tot donkerbruin of grijsbruin, de buikzijde is lichter tot geelbruin. Pseudopus apodus apodus heeft een meer lichte kleur terwijl Pseudopus apodus thracius gemiddeld veel donkerder is. Bij volwassen dieren ontbreekt een duidelijke tekening. Exemplaren uit de Kaukasus hebben lichtere en donkere mozaïek-achtige, vierkante vlekjes. Juveniele dieren hebben een lichtbruine basiskleur met afstekende, donkere dwarsstrepen die doorlopen op de kop en buik. Deze tekening vervaagt naarmate de dieren ouder worden en na ongeveer drie jaar hebben ze dezelfde uniforme kleur als de ouderdieren.

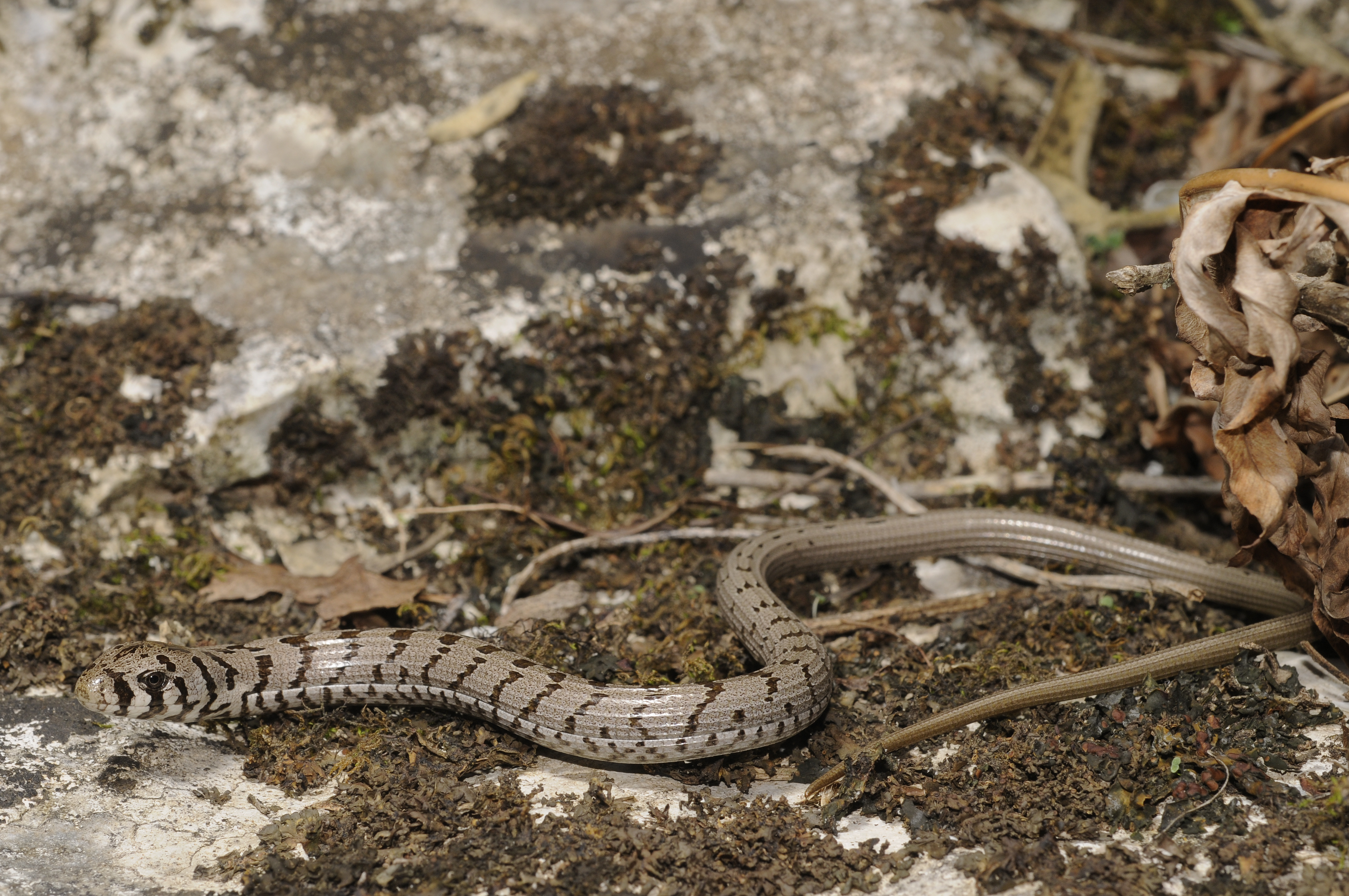
Jongere dieren zijn lichter van kleur en hebben donkere strepen.

De schubben zijn ruitvormig en zijn in ringvormige rijen gepositioneerd. Jonge exemplaren hebben sterk gekielde schubben; iedere schub heeft een duidelijke opstaande rand in het midden. Deze kielen worden kleiner naarmate dieren ouder worden maar zijn ook bij oudere exemplaren nog te zien. Het aantal schubben op het lichaam varieert enigszins per ondersoort. Pseudopus apodus apodus heeft 96 tot 110 rijen schubben in de lengte op het midden van de rug (gemiddeld 106), en 114 tot 124 rijen schubben in de lengte aan de buik (gemiddeld 120). De ondersoort Pseudopus apodus thracius heeft een lager aantal schubben; 93 tot 106 rijen schubben in de lengte op het midden van de rug (gemiddeld 98), en 112 tot 123 rijen schubben in de lengte aan de buik (gemiddeld 117).

### Poten en staart
Echte poten ontbreken, de voorpoten zijn geheel verdwenen en de achterpoten zijn zeer sterk gedegenereerd. De achterpoten zijn omgevormd tot twee kleine structuren van ongeveer 2 millimeter lengte aan weerszijden van de cloaca. Ze zien er niet uit als pootjes maar meer als twee kleine, flipperachtige uitstulpingen. De poten spelen geen rol meer bij de voortbeweging.
De staart is vaak twee keer zo lang als het lichaam. De kleur van de staart is meestal iets lichter dan de rest van bovenzijde van het lijf. Bij juveniele dieren is de staartpunt niet zo stijf en kan worden ingezet als grijporgaan. De staart kan worden afgeworpen bij gevaar, en groeit na verloop van tijd weer aan. Bij de meeste hagedissen is slechts een enkel breukvlak gevormd in de staartwervels, waardoor de staart bij een enkel vast punt afbreekt. De scheltopusik heeft echter meerdere breukvlakken waardoor de staart soms in verschillende delen uiteenvalt. Hierdoor worden ze in andere talen wel 'glashagedissen' genoemd.

## Vijanden en verdediging

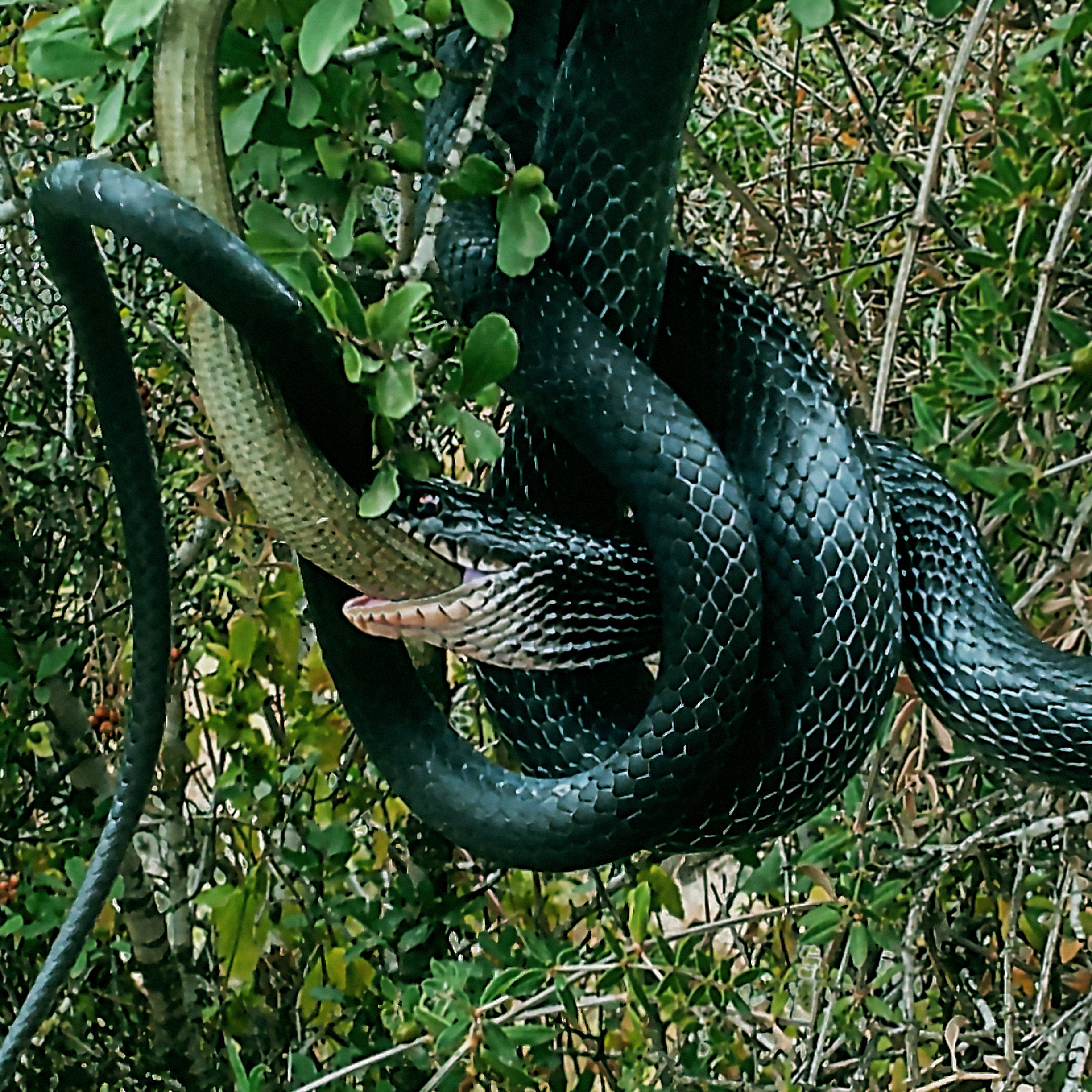
Een scheltopusik is buitgemaakt door een pijlslang (Dolichophis jugularis).

De scheltopusik is schemer- en dagactief, op het heetst van de dag verstopt de hagedis zich voor vijanden in de struiken of onder stenen. De belangrijkste vijanden zijn slangen, kleine roofdieren zoals vossen en roofvogels.
Ondanks het ontbreken van echte poten is deze soort erg snel en wint het van de meeste slangen. Slangen zijn een belangrijke vijand, vooral de gladde slang (Coronella austriaca). Daarnaast vormen verschillende roofvogels een bedreiging.
Als een scheltopusik wordt aangevallen laat het dier zijn ontlasting over de belager lopen, waarbij het lijf heen- en weer wordt gekronkeld om de vloeibare uitwerpselen over zijn vijand uit te smeren. Hierbij wordt luid gesist, wat de meeste belagers afschrikt.
Als een vijand volhardend blijkt wordt in het uiterste geval de staart afgeworpen die nog enige tijd blijft bewegen om de vijand af te leiden. Dit gedrag is van meer hagedissen bekend en wordt wel caudale autotomie genoemd. De staart groeit na verloop van tijd weer aan maar blijft wel aanmerkelijk korter dan de oorspronkelijke staart.
Bij benadering door een mens zal de hagedis pas wegvluchten als de persoon op afstand van ongeveer twee meter is. Het dier zal proberen te bijten indien het wordt opgepakt en aangezien de kaken erg krachtig zijn kan dit resulteren in een bijzonder pijnlijke ervaring.

## Voortplanting en ontwikkeling

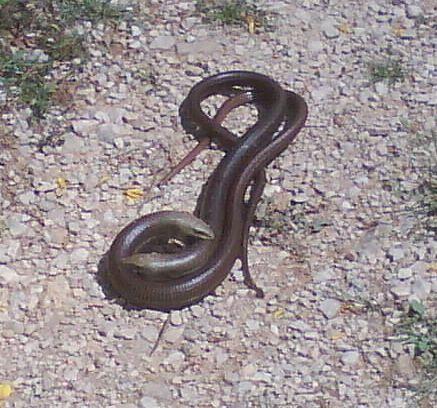
Twee vechtende mannetjes.

In de paartijd zijn de mannetjes agressief naar soortgenoten van hetzelfde geslacht en voeren felle gevechten om de vrouwtjes. Over de voortplantingsgewoonten is weinig bekend. Ongeveer tien weken na de bevruchting worden de eieren afgezet op de bodem, een legsel bestaat uit zes tot twaalf eieren. De eieren worden in een soort broedkamertje afgezet, het kamertje wordt vrijwel altijd onder grote, platte stenen gegraven. De vrouwtjes kennen een vorm van broedzorg waarbij de eieren worden beschermd. Hierbij kronkelt het vrouwtje haar lichaam rond de eieren. Dieren die een mogelijke bedreiging vormen en in de buurt komen worden verjaagd. Een dergelijk gedrag is ook bekend van de sterk verwante soorten uit het geslacht Ophisaurus.
De eieren zijn langwerpig van vorm, ze zijn ongeveer twee centimeter breed en vier cm lang. De eieren hebben een witte kleur en een zachte schaal. De incubatietijd is relatief lang en kan oplopen tot bijna twee maanden. Na ongeveer 45 tot 55 dagen komen de eieren uit en komen verschijnen de juvenielen, zij zijn zo'n tien tot dertien centimeter lang inclusief de staart. Na ongeveer vier jaar zijn ze volwassen.
In het wild kan de scheltopusik een leeftijd bereiken van ongeveer twintig jaar. Er is een exemplaar bekend dat een leeftijd bereikte van 54 jaar, wat uitzonderlijk oud is voor een hagedis.

## Voedsel en jacht
De scheltopusik kan veel grotere prooien aan dan zijn bekendere neef de hazelworm. Op het menu staan vooral kleine ongewervelden zoals insecten, slakken, spinnen en pissebedden, soms worden kleine gewervelden gegeten. Ook de eieren van vogels worden soms gegeten.

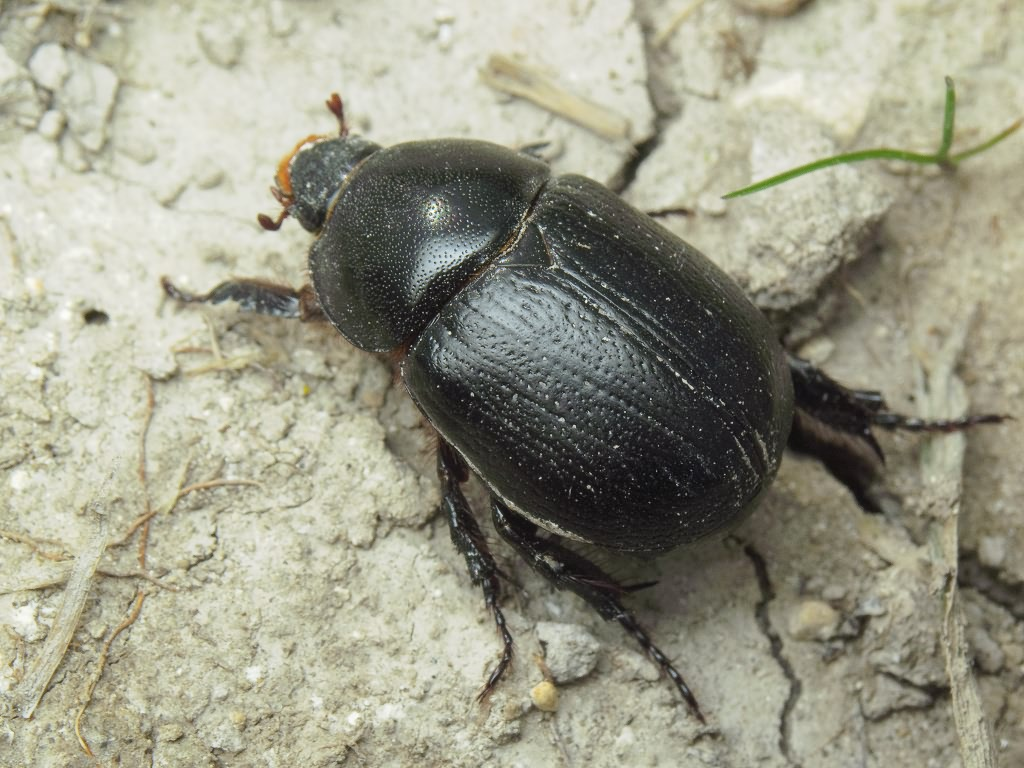
De kever Pentodon idiota is een plaaginsect dat wordt gegeten door de scheltopusik.

In delen van het verspreidingsgebied worden kevers uit het geslacht Pentodon opgegeten, die schadelijk zijn voor planten. Een voorbeeld is de soort Pentodon idiota, die leeft van de wortels van maïsplanten. De hagedis wordt in dergelijke streken als nuttig beschouwd omdat het dier schade aan gewassen beperkt. Uit een onderzoek in Jordanië bleek dat vooral insecten worden gegeten, voornamelijk sprinkhanen (66%), kevers (19%), kakkerlakken (11%), vlinderlarven (2%) en wantsen (<1%). Daarnaast bleek iets meer dan vijf procent van de gegeten prooidieren uit slakken te bestaan. Huisjesslakken worden met de krachtige kaken verbrijzeld en met de scherven van het huisje en al verteerd. Na de maaltijd wordt het overtollige slijm van de bek afgeveegd door de zijkanten van de kop tegen de bodem te wrijven.
Af en toe worden kleine knaagdieren zoals muizen verschalkt en ook wel andere hagedissen worden soms gegeten. Er zijn waarnemingen bekend van jonge slangen die werden verorberd zoals de kleine zandboa (Eryx jaculus).
De scheltopusik kan goed kan klimmen maar foerageert meestal op de bodem op zoek naar voedsel. Slechts zelden wordt vanuit de takken van lagere struiken op prooidieren geloerd. De prooi wordt normaal gesproken langzaam beslopen door deze langzaam te naderen waarbij de hagedis af en toe doodstil blijft liggen om later weer verder te kruipen. De kop wordt af en toe opgeheven om de locatie van de prooi beter in te schatten. Als de prooi binnen bereik is wordt deze met een snelle uithaal van de kop buitgemaakt. Er wordt voornamelijk gejaagd bij regenachtig weer, waarschijnlijk omdat er dan veel prooidieren verschijnen zoals slakken.

## Naamgeving en indeling

Tekening van de hagedis (1700-1880).

De scheltopusik wordt in de Nederlandse taal ook wel aangeduid als pantserhazelworm of Europese glasslang De Nederlandstalige naam scheltopusik wordt ook in andere talen gebruikt, zij het met enige variatie in de spelling, zoals het Engelse sheltopusik en het Poolse żółtopuzik. Deze namen zijn afgeleid van het Russische woord желтопузик (zheltopuzik), dat vrij vertaald 'gele buik' betekent en slaat op de vaak geelbruine onderzijde. Langs de Adriatische kust wordt de soort vaak aangeduid met blavor, dat 'slang' betekent.
De soort werd voor het eerst wetenschappelijk beschreven door Peter Simon Pallas in 1775. Pallas was een Duitse natuuronderzoeker die onder andere werd opgeleid aan de Universiteit Leiden. Hij beschreef veel Russische diersoorten waaronder de scheltopusik en gebruikte oorspronkelijk de naam Lacerta apoda. Later werd de soort beschreven als Lacerta apus.
De geslachtsnaam Lacerta was een containerbegrip voor vrijwel alle hagedissen in die tijd, Pallas besefte al dat het dier geen slang was maar een pootloze hagedis.
Lange tijd werd de geslachtsnaam Ophisaurus gebruikt en onder deze naam staat de scheltopusik in veel literatuur bekend. De soorten uit het geslacht Ophisaurus zijn sterk verwant en hebben een vergelijkbare levenswijze, inclusief de broedzorg die de vrouwtjes vertonen.
De scheltopusik is tegenwoordig de enige soort in het geslacht Pseudopus, en is naast de hazelworm (Anguis fragilis) een van de weinige soorten uit de familie hazelwormen (Anguidae) die in Europa voorkomt.

### Ondersoorten
Er worden twee ondersoorten erkend, die verschillen in de uiterlijke kenmerken en het verspreidingsgebied.
| Naam                      | Auteur       | Verspreidingsgebied                       |
| ------------------------- | ------------ | ----------------------------------------- |
| Pseudopus apodus apodus   | Pallas, 1775 | Grootste deel van het verspreidingsgebied |
| Pseudopus apodus thracius | Obst, 1978   | Bulgarije, Griekenland                    |

## In gevangenschap
De scheltopusik kan relatief erg tam gemaakt worden als het dier in gevangenschap wordt gehouden. De scheltopusik werd vroeger in het wild verzameld voor de handel in exotische dieren om in een terrarium te houden. De soort was populair vanwege het levendige gedrag, de relatieve grootte en stelt weinig eisen aan zijn behuizing. Bovendien went de hagedis snel aan levenloos voedsel, zoals stukjes rauw vlees of verse vis, zodat geen levende dieren hoeven te worden aangeboden.
Tegenwoordig is de hazelworm zeldzamer en wordt door wetgeving beschermd. De scheltopusik stond enige tijd op CITES lijst A maar is hier later weer van af gehaald.